# 三条仏所
三条仏所（さんじょうぶっしょ）は、平安時代中期、京都三条にあった仏師の工房である。定朝の弟子長勢を祖とする。鎌倉時代、七条仏所などの台頭におされ衰退した。